# 中村大成
中村大成（1935年6月18日—2013年5月11日），日本棒球選手，出生於日本大阪府，曾經效力於日本職棒福岡軟體銀行鷹等隊伍，於1958年退休，生涯通算39次勝投。